# Le gorille
Le gorille (El gorila) es una obra teatral inédita del 2009 de Alejandro Jodorowsky, representada en seis países de Europa y América, escrita originariamente en francés, e inspirada en el relato Informe para una academia (Ein Bericht für eine Akademie, 1917), de Franz Kafka. Se trata de un monólogo de hora y media de duración aproximada, con un único actor, el francés Brontis Jodorowsky (Ciudad de México, 1962), hijo del autor y discípulo de la directora Ariane Mnouchkine, fundadora del Théâtre du Soleil.
Es el único texto teatral de Jodorowsky que no ha sido editado en forma de libro en ningún idioma. La dirección de la obra, la escenografía, la puesta en escena y la música (extraída de sus películas El topo y La montaña sagrada) son del propio Alejandro Jodorowsky, 
Su estreno mundial tuvo lugar en el año 2009 en el Maelstöm ReEvolution Festival, en Bruselas, Le Gorille, d’Alejandro Jodorowsky d’après Franz Kafka, en donde cosechó un gran éxito. Al año siguiente se estrenó en París, ciudad de residencia del director y del actor: Le Gorille, d’Alejandro Jodorowsky d’après Franz Kafka, Le Lucernaire (théâtre Rouge) (2010) y en traducción inglesa en Londres:The gorilla, en The Leicester Square Theatre, Londres (2010). Poco después, se estrenó en Italia, en el Teatro Politeama di Poggibonsi, de Siena, dentro del Fenice Festival toscano (I Gorilla).
El 29 de octubre de 2011 se presentó en Santiago de Chile, por primera vez en lengua española, y, poco después, en diciembre, en Ciudad de México , El gorila. La misma traducción del monólogo se representó el 29 de enero de 2012 en Madrid en el Teatro Circo Price.
Ficha artística de El Gorila: Dirección: Alejandro Jodorowsky. Intérprete: Brontis Jodorowsky. Iluminación: Arnaud Jung. Vestuario: Elisabeth de Sauverzac. Prótesis del gorila: Sylvie Vanhelle. Ayudante de dirección: Nina Savary.
Alejandro Jodorowsky ha dicho:

El gorila es la triste historia de un simio capturado que , para evitar ser exhibido en un zoológico , emprende al arduo camino de aprender a hablar un lenguaje humano para así, deslizarse en una sociedad que termina por demolerlo. Su único triunfo es ser premiado por una Academia Universitaria  que no le reconoce un alma consciente sino que lo admira por ser una bestia capaz  de imitar el habla y la conducta de un hombre mediocre. [...] Ni más ni menos como los emigrantes  que se amontonan en barriosguetos, a quienes se tolera y usa en labores despreciadas , sin nunca aceptarlos como conciudadanos…